# Wyspa Grahama (Kolumbia Brytyjska)
Wyspa Grahama (ang. Graham Island) − wyspa na Oceanie Spokojnym, największa w archipelagu Haida Gwaii u zachodnich wybrzeży Kanady, w prowincji Kolumbia Brytyjska. Zajmuje powierzchnię 6510,3 km² i jest zamieszkiwana przez około 5000 osób. Linia brzegowa wyspy ma długość 936,1 km.

## Nazwa
Nazwa została nadana w 1853 roku przez George'a Prévosta na cześć pierwszego lorda Admiralicji, sir Jamesa Roberta Grahama.